# Kolec (obwód Chaskowo)
Kolec (bułg. Колец) – wieś w południowej Bułgarii, w obwodzie Chaskowo, w gminie Minerałni bani.